# Michałówka (rejon szeptycki)
Michałówka (ukr. Михайлівка) – wieś na Ukrainie, w rejonie szeptyckim obwodu lwowskiego. Wieś liczy około 120 mieszkańców.
Do 2024 w rejonie czerwonogrodzkim
Znajduje się tu przystanek kolejowy Michałówka, położony na linii Rawa Ruska – Czerwonogród (Krystynopol).
W II Rzeczypospolitej do 1934 samodzielna gmina jednostkowa. Następnie należała do zbiorowej wiejskiej gminy Wierzbica w powiecie rawskim w woj. lwowskim. 
W marcu 1944 nacjonaliści ukraińscy z OUN-UPA zamordowali tutaj 26 Polaków.
Po wojnie wieś weszła w skład nowej gminy Uhnów powiatu tomaszowskiego w woj. lubelskim. W 1951 roku Michałówka, Poddębce i Józefówka jako jedyne wsie gminy Uhnów (którą równocześnie przekształcono w gminę Machnów) zostały przyłączony do Związku Radzieckiego w ramach umowy o zamianie granic z 1951 roku.